# Beatles for Sale
Beatles for Sale är ett musikalbum av The Beatles, utgivet 4 december 1964. Detta var The Beatles fjärde studioalbum.
Efter att ha gjort albumet A Hard Day's Night med enbart egna låtar, blev Beatles tvungna att fylla ut sitt nya album med covers, precis som på de två första albumen. De hann helt enkelt inte skriva tillräckligt många låtar för de två album om året som de enligt skivkontraktet skulle producera. Beatles For Sale innehöll åtta egna låtar och sex covers. Beatles For Sale är den sista Beatles-LP med så stor andel covers.
Samtidigt som Beatles for Sale släpptes även singeln "I Feel Fine" / "She's a Woman".
I USA gavs Beatles' LP-skivor ut med delvis annan låtsammansättning och ibland med annan albumtitel. Den amerikanska motsvarigheten till Beatles For Sale heter Beatles '65 och släpptes den 15 december 1964. . Av de elva låtarna på Beatles '65 är åtta desamma som på Beatles For Sale. (Dessutom ingår låtarna från singeln I Feel Fine/She's a Woman). Ytterligare fem spår från Beatles For Sale finns med på den amerikanska LP:n Beatles VI.  Den enda låt som inte återfinns på någon av dessa båda amerikanska skivor är covern på Carl Perkins' låt Honey Don't,som sjungs av Ringo Starr.
I såväl USA som Europa kom LP-skivorna ut i både mono- och stereoversion. På Beatles For Sale, som är inspelad med fyrkanalig bandspelare, ligger som regel sången i mitten på stereomixningen. Trots detta valde gruppens producent George Martin att enbart ge ut monoversionen när LP-skivorna överfördes till CD 1987. Först 2009 har stereoversionen getts ut på CD i nyremastrat skick. Även monoversionen har remastrats på nytt och ingår i den särskilda monoboxen.

## Låtlista

### Sida A
Låtarna skrivna av Lennon/McCartney, där inget annat namn anges
| Nr           | Titel                                                                     | Längd |
| ------------ | ------------------------------------------------------------------------- | ----- |
| 1.           | No Reply                                                                  | 2:15  |
| 2.           | I'm A Loser                                                               | 2:31  |
| 3.           | Baby's In Black                                                           | 2:02  |
| 4.           | Rock And Roll Music (Chuck Berry)                                         | 2:30  |
| 5.           | I'll Follow the Sun                                                       | 1:46  |
| 6.           | Mr. Moonlight (Roy Lee Johnson)                                           | 2:33  |
| 7.           | Kansas City/Hey-Hey-Hey-Hey (Jerry Leiber/Mike Stoller, Richard Penniman) | 2:33  |
| Total längd: | Total längd:                                                              | 16:10 |

### Sida B
| Nr           | Titel                                           | Längd |
| ------------ | ----------------------------------------------- | ----- |
| 1.           | Eight Days A Week                               | 2:43  |
| 2.           | Words of Love (Buddy Holly)                     | 2:12  |
| 3.           | Honey Don't (Carl Perkins)                      | 2:55  |
| 4.           | Every Little Thing                              | 2:01  |
| 5.           | I Don't Want To Spoil The Party                 | 2:33  |
| 6.           | What You're Doing                               | 2:30  |
| 7.           | Everybody's Trying to Be My Baby (Carl Perkins) | 2:23  |
| Total längd: | Total längd:                                    | 17:17 |